# Kierre Beckles
Kierre Kamille Beckles (sinh ngày 21 tháng 5 năm 1990) là một vận động viên người Barbadian chuyên vượt rào 100 mét. Cô thi đấu tại Giải vô địch thế giới 2011 và 2013 không thể tiến vào bán kết trong cả hai lần.

## Thành tích cá nhân tốt nhất
Những thành tích tốt nhất cá nhân của cô là 13,01 (vượt rào 100 m) từ năm 2011 và 8,11 (vượt rào 60 m) từ năm 2012 là những kỷ lục hiện tại của Barbados. 
| Nội dung       | Kết quả                    | Địa điểm                            | Ngày                     |
| Ngoài trời     | Ngoài trời                 | Ngoài trời                          | Ngoài trời               |
| -------------- | -------------------------- | ----------------------------------- | ------------------------ |
| Vượt rào 100 m | 12,98 giây (gió: + 0,9 Cô) | liên_kết=\|viền Clermont, Florida   | Ngày 31 tháng 5 năm 2014 |
| Trong nhà      |                            |                                     |                          |
| Vượt rào 60 m  | 8,11 giây                  | liên_kết=\|viền Lexington, Kentucky | 26 tháng 2 năm 2012      |

## Thành tích giải đấu
| Năm                   | Giải đấu                                     | Địa điểm                                 | Thứ hạng              | Nội dung              | Chú thích             |
| Representing Barbados | Representing Barbados                        | Representing Barbados                    | Representing Barbados | Representing Barbados | Representing Barbados |
| --------------------- | -------------------------------------------- | ---------------------------------------- | --------------------- | --------------------- | --------------------- |
| 2004                  | CARIFTA Games (U17)                          | Hamilton, Bermuda                        | 7th                   | 100 m H               | 15.49                 |
| 2004                  | CARIFTA Games (U17)                          | Hamilton, Bermuda                        | 3rd                   | 300 m H               | 44.23                 |
| 2004                  | CARIFTA Games (U17)                          | Hamilton, Bermuda                        | 4th                   | 4 × 100 m             | 48.32                 |
| 2004                  | CAC Junior Championships (U17)               | Coatzacoalcos, Mexico                    | 6th                   | 100 m H               | 14.98                 |
| 2004                  | CAC Junior Championships (U17)               | Coatzacoalcos, Mexico                    | 2nd                   | 300 m H               | 44.67                 |
| 2005                  | CARIFTA Games (U17)                          | Bacolet, Trinidad và Tobago              | 9th (h)               | 100 m H               | 15.31                 |
| 2005                  | CARIFTA Games (U17)                          | Bacolet, Trinidad và Tobago              | 7th                   | 300 m H               | 46.86                 |
| 2006                  | CARIFTA Games (U17)                          | Les Abymes, Guadeloupe                   | 2nd                   | 100 m H               | 13.90                 |
| 2006                  | CARIFTA Games (U17)                          | Les Abymes, Guadeloupe                   | 2nd                   | 300 m H               | 41.76                 |
| 2006                  | CARIFTA Games (U17)                          | Les Abymes, Guadeloupe                   | 4th                   | 4 × 100 m             | 47.05                 |
| 2006                  | CARIFTA Games (U17)                          | Les Abymes, Guadeloupe                   | 3rd                   | 4 × 400 m             | 3:49.78               |
| 2006                  | CAC Junior Championships (U17)               | Port of Spain, Trinidad                  | 1st                   | 100 m H               | 13.72                 |
| 2006                  | CAC Junior Championships (U17)               | Port of Spain, Trinidad                  | 1st                   | 300 m H               | 41.55                 |
| 2006                  | CAC Junior Championships (U17)               | Port of Spain, Trinidad                  | 6th                   | 4 × 100 m             | 51.79                 |
| 2006                  | CAC Junior Championships (U17)               | Port of Spain, Trinidad                  | 3rd                   | 4 × 400 m             | 3:47.38               |
| 2006                  | World Junior Championships                   | Bắc Kinh, Trung Quốc                     | 16th (sf)             | 100 m H               | 14.04 (-1.6 m/s)      |
| 2007                  | CARIFTA Games (U20)                          | Providenciales, Turks and Caicos Islands | 3rd                   | 100 m H               | 14.03                 |
| 2007                  | CARIFTA Games (U20)                          | Providenciales, Turks and Caicos Islands | 5th                   | Pentathlon            | 3115 pts              |
| 2007                  | World Youth Championships                    | Ostrava, Cộng hòa Séc                    | 10th (sf)             | 100 m H (76.2 cm)     | 13.79 (0.0 m/s)       |
| 2008                  | CARIFTA Games (U20)                          | Basseterre, Saint Kitts and Nevis        | 1st                   | 100 m H               | 13.43                 |
| 2008                  | CARIFTA Games (U20)                          | Basseterre, Saint Kitts and Nevis        | 3rd                   | 4 × 100 m             | 45.75                 |
| 2008                  | World Junior Championships                   | Bydgoszcz, Ba Lan                        | 8th                   | 100 m H               | 13.96 (-2.4 m/s)      |
| 2008                  | Commonwealth Youth Games                     | Pune, India                              | 1st                   | 100 m H               | 13.88                 |
| 2009                  | CARIFTA Games (U20)                          | Vieux Fort, Saint Lucia                  | 1st                   | 100 m H               | 13.31 (w)             |
| 2009                  | CARIFTA Games (U20)                          | Vieux Fort, Saint Lucia                  | —                     | 4 × 100 m             | DQ                    |
| 2009                  | CARIFTA Games (U20)                          | Vieux Fort, Saint Lucia                  | 2nd                   | 4 × 400 m             | 3:41.75               |
| 2009                  | Central American and Caribbean Championships | Havana, Cuba                             | 8th                   | 100 m H               | 13.85                 |
| 2011                  | Central American and Caribbean Championships | Mayagüez, Puerto Rico                    | 4th                   | 100 m H               | 13.24                 |
| 2011                  | World Championships                          | Daegu, South Korea                       | 31st (h)              | 100 m H               | 13.44                 |
| 2012                  | NACAC U23 Championships                      | Irapuato, Mexico                         | 2nd                   | 100 m H               | 13.05 w (+4.5 m/s)    |
| 2013                  | Central American and Caribbean Championships | Morelia, Mexico                          | 2nd                   | 100 m H               | 13.37                 |
| 2013                  | World Championships                          | Moscow, Russia                           | 31st (h)              | 100 m H               | 13.47                 |
| 2014                  | Commonwealth Games                           | Glasgow, United Kingdom                  | 6th                   | 100 m H               | 13.38                 |
| 2014                  | Pan American Sports Festival                 | Mexico City, Mexico                      | 7th (h)1              | 100 m H               | 13.33 A (+0.6 m/s)    |
| 2014                  | Central American and Caribbean Games         | Xalapa, Mexico                           | 3rd                   | 100 m H               | 13.47 A (-0.8 m/s)    |
| 2015                  | Pan American Games                           | Toronto, Canada                          | 7th                   | 100 m H               | 13.24                 |
| 2015                  | NACAC Championships                          | San José, Costa Rica                     | 3rd                   | 100 m H               | 12.88 (w)             |
| 2015                  | World Championships                          | Beijing, China                           | 12th (sf)             | 100 m H               | 12.90                 |
| 2016                  | Olympic Games                                | Rio de Janeiro, Brazil                   | 24th (h)              | 100 m H               | 13.01                 |
| 2018                  | Commonwealth Games                           | Gold Coast, Australia                    | 10th (h)              | 100 m H               | 13.64                 |
| 2018                  | Central American and Caribbean Games         | Barranquilla, Colombia                   | 8th                   | 100 m H               | 13.48                 |
| 2018                  | NACAC Championships                          | Toronto, Canada                          | 9th (h)               | 100 m H               | 13.45                 |